# Обрежје (Брежице)
Обрежје (словен. Obrežje) је насељено место у општини Брежице, Посавска регија, Словенија.

## Географски положај
Обрежје се налазило на самој граници Словеније са Хрватском. У атару насеља налазио се гранични прелаз Обрежје-Брегана.

## Историја
До територијалне реорганизације у Словенији било је у саставу старе општине Брежице.

## Становништво
У попису становништва из 2011. године, Обрежје је имало 401 становника.
| Број становника према пописима | Број становника према пописима | Број становника према пописима |
| ------------------------------ | ------------------------------ | ------------------------------ |
| 1991                           | 2002                           | 2011                           |
| 423                            | 361                            | 401                            |

Напомена: Године 2000. умањено за део насеља који је припојен насељу Словенска вас. У 2018. промењена је граница и подручје насеља Обрежје, што је последица поравнања државне границе између Словеније и Хрватске.